# Heinrich I. (Seckau)

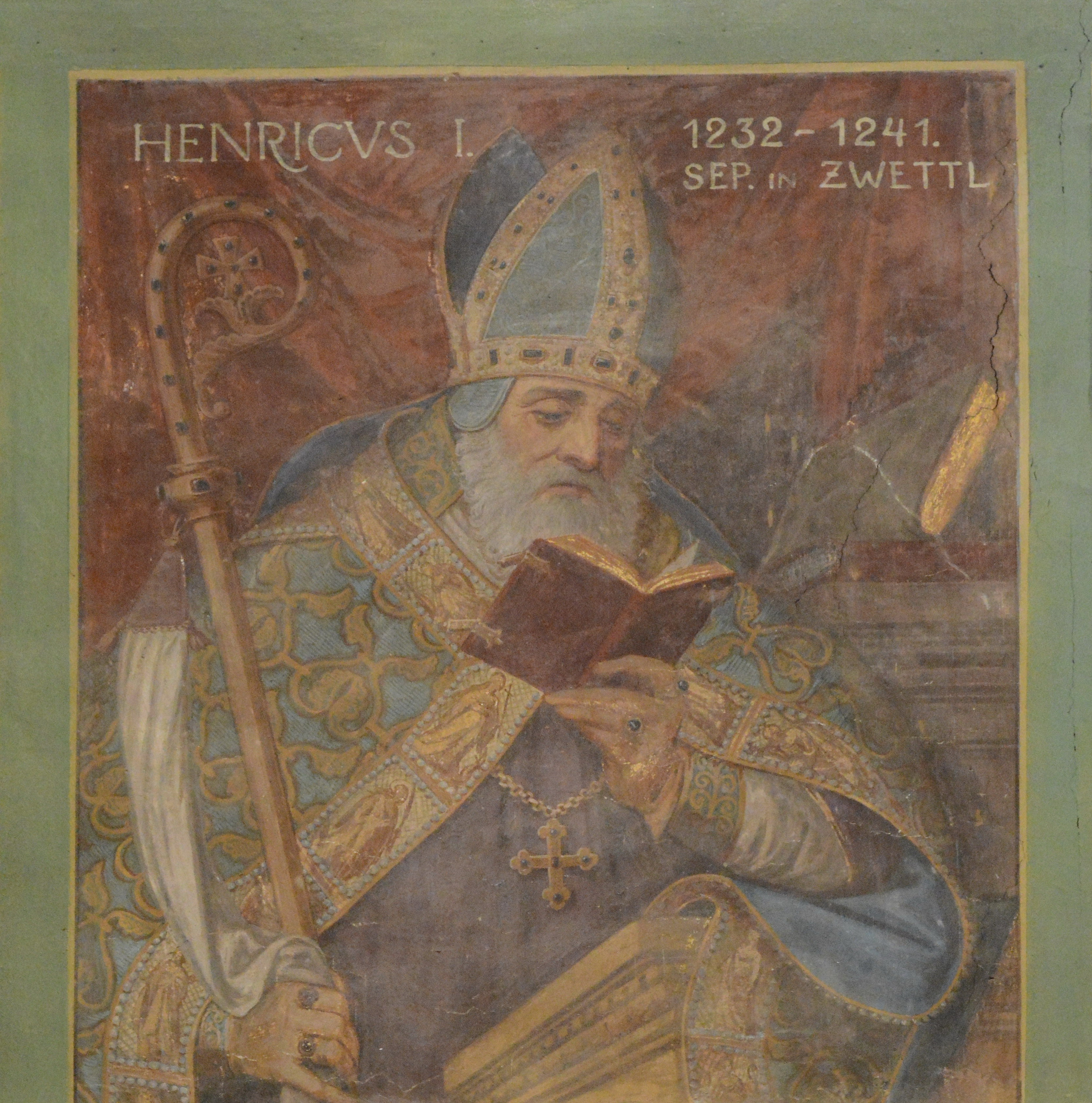
Halbfigurenportrait Bischof Heinrich I., Basilika Seckau, Bischofskapelle (Darstellung um 1595)

Heinrich I. († 7. Oktober 1243) war zweiter Bischof von Seckau.
Heinrich war der Sohn eines Zwettler Bürgers, wurde 1229 Propst von Maria Saal und studierte in Graz. Ab 1231 war er an der erzbischöflichen Kurie in Salzburg tätig, die bei Rechtsgeschäften mitwirkte. 
Im selben Jahr wurde er von Erzbischof Eberhard von Regensberg zum Nachfolger des ersten Seckauer Bischofs Karl ernannt. Bereits als gewählter Bischof war er im Auftrag des Erzbischofs als Prokurator beim apostolischen Stuhl und Schiedsrichter tätig. Erst am 30. Mai 1232 wurde er in Friesach zum Bischof geweiht.
Heinrich war ein treuer Anhänger des Babenberger Herzogs Friedrich II., als dessen Gesandter er mehrmals am Hof von Kaiser Friedrich II. weilte. So war er auch 1236 in Augsburg anwesend, als der Kaiser die Reichsacht über Herzog Friedrich aussprach. Heinrich leistete dem Herzog bei den Friedensverhandlungen mit dem Kaiser wertvolle Dienste und erhielt dafür Gab- und Gnadenbriefe. 1239 bekam er mächtige Lehen zugesprochen. 1239 beauftragte Papst Gregor IX. Heinrich, die Klagen Herzog Ottos II. von Bayern gegen den Freisinger Bischof Konrad von Tölz-Hohenburg zu untersuchen.
Bischof Heinrich verstarb am 7. Oktober 1243 und wurde entsprechend seinem Wunsch in der Stiftskirche seines Heimatortes Zwettl beigesetzt.